# どんポイ! (Don't Poi!)
「どんポイ!（Don't Poi!）」は、2003年6月25日に発売された狩人の22枚目のシングル。

## 解説
21世紀に入って初めて発表された狩人のシングルである。
歌詞は、主人公の「私」がアジア各国を旅行するという形で、煙草のポイ捨てをやめるよう訴える内容である。「あずさ2号」のセルフパロディも盛り込まれるなど、それまでの狩人のイメージとは異なるアップテンポのよいコミカルな楽曲である。

## 収録曲
- 両楽曲共に、作詞：加藤高道／作曲：加藤久仁彦

1. どんポイ!（Don't Poi!） [05:15]
編曲：藤太薫哉
2. ASHTRAY&CIGARETTE [03:54]
編曲：椎名豪
3. どんポイ!（Don't Poi!）（オリジナル・カラオケ） [05:15]
4. ASHTRAY&CIGARETTE（オリジナル・カラオケ） [03:58]